# دو زندگی (فیلم)
«دو زندگی» (آلمانی: Zwei Leben) یک فیلم آلمانی در سبک درام و مهیج است که در سال ۲۰۱۲ منتشر شد. از بازیگران آن می‌توان به یولیانه کولر، لیو اولمان، اسون نردین، رینر بوک، و دنیس استورهوی اشاره کرد.